# Epichloe festucae
Espèce
Epichloe festucae (ou Epichloë festucae) est une espèce de champignons (Fungi) ascomycètes de la famille des Clavicipitaceae. Il peut avoir un cycle purement endophyte et se transmettre par graine. Il peut également former des stromas ascogènes appelés quenouilles qui empêchent l'inflorescence de se développer.
Dans la forme endophyte le maintien des interactions symbiotiques est sous la dépendance de NADPH oxydases.

## Systématique
Le nom correct complet (avec auteur) de ce taxon est Epichloe festucae Leuchtm., Schardl & M.R. Siegel, 1994.
Epichloe festucae a pour synonymes :
- Epichloe festucae Leuchtm., Schardl & M.R. Siegel, 1994
- Epichloë festucae Leuchtm., 1994

### Liste des variétés
Selon MycoBank (9 octobre 2024) :
- Epichloe festucae var. festucae Leuchtm., Schardl & M.R. Siegel, 1995
- Epichloe festucae var. lolii (Latch, M.J. Chr. & Samuels) C.W. Bacon & Schardl, 2014

## Publication originale
- (en) Adrian Leuchtmann, Christopher L. Schardl et Malcolm R. Siegel, « Sexual Compatibility and Taxonomy of a New Species of Epichloe Symbiotic with Fine Fescue Grasses », Mycologia, Mycological Society of America (d), NYBG et Taylor & Francis, vol. 86, no 6,‎ novembre 1994, p. 802 (ISSN 0027-5514 et 1557-2536, OCLC 1640733, DOI 10.2307/3760595).